# Jean-Claude Darouy
Jean-Claude Darouy est un rameur français né le 30 août 1944 à Sablons et mort le 8 août 2006 à Lormont. Il a remporté une médaille olympique d'argent.

## Biographie
Jean-Claude Darouy, en tant que barreur, dispute l'épreuve de deux avec barreur aux Jeux olympiques d'été de 1964 à Tokyo et remporte la médaille d'argent. Il participe aussi à l'épreuve de quatre avec barreur et termine quatrième. 